# Ordine del Canada
L'Ordine del Canada è la più alta onorificenza concessa dal Canada.

## Storia
L'Ordine è stato fondato da Elisabetta II in occasione del centesimo anniversario del paese, il 17 aprile 1967 e assegnato per la prima volta il 1º luglio 1967.
L'Ordine è riservato ai cittadini canadesi, o a personalità internazionali particolarmente rilevanti e importanti.

## Classi
L'Ordine dispone delle seguenti classi di benemerenza che danno diritto a dei post nominali qui indicati tra parentesi:
- Compagno (CC)
- Ufficiale (OC)
- Membro (CM)

|          |           |        |
| Nastri   |           |        |
| Compagno | Ufficiale | Membro |

## Insegne
- L'insegna consiste in un fiocco di neve smaltato di bianco con al centro un medaglione con disegnata una foglia d'acero. L'insegna è da portare al petto per la classe di Membro e al collo per le classi di Ufficiale e Compagno.
- Il nastro è bianco con bordi rossi.

## Alcuni personaggi premiati
- Bryan Adams
- David Adams
- Margaret Atwood
- Dan Aykroyd
- Charles Aznavour
- Kurt Browning
- Leonard Cohen
- Toller Cranston
- David Cronenberg
- Céline Dion
- John Williams
- Northrop Frye
- John Kenneth Galbraith
- Frank Gehry
- Kenneth Gilbert
- Malcom Gladwell
- Wayne Gretzky
- Ofra Harnoy
- Stu Hart
- Angela Hewitt
- Nancy Huston
- Herbert Jasper
- Guy Gavriel Kay
- Raymond Klibansky
- Louis Saint-Laurent
- Flora MacDonald
- Nelson Mandela
- Joseph Macerollo
- Loreena McKennitt
- Farley Mowat
- Jean-Jacques Nattiez
- Leslie Nielsen
- Michael Ondaatje
- Brian Orser
- Oscar Peterson
- Christopher Plummer
- Gino Quilico
- I Rush (Geddy Lee, Alex Lifeson e Neil Peart)
- Barbara Ann Scott
- Michael Schade
- Donald Sutherland
- Charles Taylor
- Shania Twain
- Roch Voisine
- Kenneth Welsh
- Neil Young
- Michael J. Fox
- William Anthony Schabas
- Michael Bublé

## Soci onorari e straordinari
Solamente venti persone non canadesi hanno ricevuto l'Ordine:
Compagno:
- Nelson Mandela: presidente del Sudafrica
- Dalida: Cantante francese
- Elizabeth Bowes-Lyon: regina madre del Canada
- Frank Gehry: architetto[1]
- Boutros Boutros-Ghali: segretario generale delle Nazioni Unite
- Václav Havel: presidente della Repubblica Ceca
- Karim Aga Khan IV: leader religioso

Ufficiali:
- John Kenneth Galbraith: economista
- James Hillier: inventore del microscopio elettronico
- John Williams: compositore e direttore d'orchestra
- Charles Dutoit: direttore d'orchestra
- Tanya Moiseiwitsch: progettista di teatro
- Charles Aznavour: musicista e attore
- Bernard Pivot: conduttore televisivo e promotore della cultura
- Sima Samar: attivista

Membri:
- Zena Sheardown[1]
- Lois Lilienstein: membro degli Sharon, Lois & Bram
- Francis Cabot: orticoltore
- Salome Bey: musicista
- Zachary Richard: cantautore e poeta

Gli unici soci straordinari, con il grado di compagno, sono Filippo, duca di Edimburgo dal 26 aprile 2013 e Carlo III del Regno Unito dal 30 giugno 2017.